# Dysstroma oressigena
Dysstroma oressigena är en fjärilsart som beskrevs av Hiram Wild 1931. Dysstroma oressigena ingår i släktet Dysstroma och familjen mätare. Inga underarter finns listade i Catalogue of Life.